# Певзнер, Анатолий Иосифович
Анатолий Иосифович Певзнер — советский военный и инженерный деятель.

## Биография
Родился в 1910 году в Могилеве. Член КПСС.
Окончил Одесский индустриальный институт.
В 1930—1940 гг. — инженерный работник на строительстве Московского метрополитена, инженерный сотрудник треста «Трансгражданстрой».
С 1940 гг. — инженер-строитель Краснознаменного Балтийского флота.
Участник Великой Отечественной войны: командир 44-го отдельного инженерного батальона, начальник инженерной службы 1-й особой бригады морской пехоты, начальник оперативной группы, начальник строительства номер 33 инженерного отдела Краснознаменного Балтийского флота
В 1949—1958 гг. — инженерный и руководящий работник на гидротехнических и подземных строительных площадках СССР.
В 1958—1982 гг. — главный инженер, заместитель начальника Главспецпромстроя.
За сооружение каменнонабросной плотины Байпазинского гидроузла на реке Вахш массовыми направленными взрывами «на сброс» был в составе коллектива удостоен Государственной премии СССР в области науки и техники 1971 года.
Умер в 2004 году в Москве.

## Награды
- Орден Отечественной войны I степени (18.05.1945)
- Орден Отечественной войны II степени (27.02.1946, 06.04.1985)
- Орден Трудового Красного Знамени (1971)
- Орден Дружбы народов (1981)
- Орден Красной Звезды (03.02.1943, 05.11.1954)
- Медаль «За боевые заслуги»